# قارخون (سراب)
قارخون هي قرية في مقاطعة سراب، إيران. عدد سكان هذه القرية هو 185 في سنة 2006.